# Egon Erwin Kisch
Egon Erwin Kisch, född 29 april 1885 i Prag, Österrike-Ungern, död 31 mars 1948 i Prag, Tjeckoslovakien, var en österrikisk-tjeckoslovakisk tyskspråkig författare och journalist. Han skrev reseskildringar, reportageböcker och politiska skrifter.
Kisch var uppvuxen i en tysk-judisk familj i Prag. Hans roman Der Mädchenhirt utkom 1914. Han deltog i första världskriget i Österrike-Ungerns kejserliga och kungliga armé. Efter kriget gick han med i Österrikes kommunistiska parti och gjorde reportageresor till Sovjetunionen, USA och Republiken Kina. Allt av honom brändes av nationalsocialister under bokbålen runt om i Nazityskland 1933.
Han deltog i spanska inbördeskriget i internationella brigaderna. Kisch flydde 1939 till USA. Han bodde sedan i exil i Mexiko 1940–1946. Därefter återvände han till Prag.
Kisch skrev på tyska men talade dessutom utmärkt tjeckiska. Han företrädde gärna minoritetsspråk och använde tjeckiska med Österrike-Ungerns myndigheter och tyska med Tjeckoslovakiens myndigheter efter andra världskriget.
Egon Erwin Kisch är huvudgestalten i Nicholas Haslucks fiktiva roman Our Man K (1999).

## Svenska översättningar
- Har äran presentera paradiset Amerika (översättning Ture Nerman, Tiden, 1930)
- Obehöriga äga ej tillträde (Eintritt verboten) (översättning Arne Holmström, Holmström, 1935)
- Bland pyramider och generaler (urval och efterskrift av Ola Palmaer, översättning Karin Löfdahl, Norstedt, 1977)
- Den rasande reportern: reportage 1920-1948 (urval och efterord Stig Hansén och Clas Thor, översättning Hans O. Sjöström, Ordfront, 1992)